# Genetzte Gespinstblattwespe
Die Genetzte Gespinstblattwespe (Caenolyda reticulata) ist eine Pflanzenwespe aus der Familie der Gespinstblattwespen (Pamphiliidae) in der Unterfamilie Cephalciinae.

## Merkmale
Die Tiere werden 12 bis 15 Millimeter groß. Bei Männchen ist der Kopf schwarz, bei Weibchen schwarz mit roten Streifen. Das Abdomen ist schwarz-rot gezeichnet, die Grundfärbung der Flügel ist schwarz, die Flügeladerung rot. Auf Grund dieser markanten Färbung ist die Art unverkennbar.

## Vorkommen
Die Genetzte Gespinstblattwespe ist aus Ost-, Mittel- und Nordeuropa bekannt, wird aber nur selten aufgefunden. Sie fliegt von Mai bis Juni.

## Lebensweise und Entwicklung
Die Genetzte Gespinstblattwespe lebt in Kieferbeständen oder -wäldern, wo das Weibchen die Eier an Nadeln der Wirtsbäume ablegt. Die Larven halten sich in kleinen Netzen zu je zwei bis vier Individuen auf und ernähren sich von den jungen Trieben der Kiefern. Im Herbst lassen sie sich mit den Nadeln zu Boden fallen, überwintern in der Streu und verpuppen sich im darauffolgenden April.